# Sidi Abdelmoumen
Sidi Abdelmoumen (em árabe: سيدي عبد المومن) é uma cidade e comuna localizada na província de Mascara, Argélia. Segundo o censo de 2008, a população total da cidade era de 14 600 habitantes.